# Everything to Me (Monica)
Everything to Me è un brano musicale R&B/soul della cantante statunitense Monica, scritto e prodotto da Missy Elliott e Cainon Lamb, in collaborazione con Jazmine Sullivan, per il quinto album dell'artista, Still Standing. Pubblicato nel febbraio 2010 come primo singolo estratto dall'album, il brano ha raggiunto la prima posizione della classifica Hot R&B/Hip-Hop Songs di Billboard, rendendo Monica il primo artista ad aver collezionato numeri 1 nella suddetta classifica nei tre decenni degli anni 1990, 2000 e 2010. Il brano è stato il primo della cantante a ricevere una nomination ai Grammy nella categoria Best Female R&B Vocal Performance.

## Composizione e testo
Il brano è il risultato, insieme ad altri pezzi, di una sessione di registrazione tra Monica e Missy Elliott, collaboratrice della cantante dal 2003. Anche questo brano, come i precedenti singoli composti da Elliott per la cantante, incorpora un campionamento di un successo soul del passato. In questo caso la produttrice ha utilizzato Silly di Deniece Williams, canzone del 1981 scritta da Fritz Baskett, Clarence McDonald, and June Williams. L'intento della cantante era di ottenere una canzone con un sound di vecchia data. "Sono figlia degli anni ottanta" ha dichiarato la cantante "e a Missy piace sentirmi cantare su questi ritmi più vecchi. Così ogni volta che lavora con me, lei va alla ricerca di queste canzoni che riportano veramente a quell'era."
Il testo della canzone è dedicato a un amante, a cui si dichiara "Sei tutto per me". L'amato viene paragonato a elementi essenziali per vivere come l'aria, il sole e la vista.

## Video
Il videoclip del singolo è stato diretto da Benny Boom,il quale ha concepito l'idea del video insieme a Chris Robinson, regista di molti video di Monica. Il video è stato girato a Los Angeles, California l'8 febbraio 2010. Liberamente ispirato al film del 2009 Obsessed, il videoclip vede la cantante sposata con figlia, e il marito è interpretato dal giocatore di football americano Chad Ochocinco dei Cincinnati Bengals. La famiglia viene molestata da un'ammiratrice del giocatore, la quale tenta dapprima di avvicinare di nascosto la figlia dei due, poi ferma la macchina della coppia per farsi autografare il braccio da lui. Il video inizia con una scena muta in cui Monica sorprende la ragazza a casa propria, e subito dopo la scena si sposta in un'aula di tribunale dove la cantante e il compagno camminano verso il giudice. In questo modo sembra che i due si siano presentati in aula per divorziare a causa dell'infedeltà di lui (tema ricorrente in altri video della cantante), ma il finale a sorpresa svela tutto: dopo un combattimento tra Monica e la "stalker" nella villa, il video si conclude con l'arresto della ragazza e i due coniugi che escono dall'aula felici. Il video è dedicato allo stilista britannico scomparso Alexander McQueen; la cantante indossa anche tutte opere di sua creazione nel video, tra cui un lungo abito da sera rosso e nero molto aderente di ispirazione asiatica e una camicia a scacchi con enorme fiocco sulla spalla nella scena del tribunale. In questo video l'artista torna ad essere completamente mora, ma con un nuovissimo taglio di capelli: chioma lunga da un lato e rasata dall'altro lato. A seconda delle scene la cantante appare sia con capelli lisci stirati che ondulati.
Il video è arrivato alla prima posizione nella classifica di 106 & Park.

## Riconoscimenti
La canzone ha ricevuto una nomination ai Grammy del 2011 nella categoria Best Female R&B Vocal Performance, ma ha perso contro Back to Me di Fantasia. Si tratta della prima nomination di Monica in dodici anni dopo quella del 1999 per The Boy Is Mine, che fruttò un Grammy sia a lei che a Brandy. Il singolo è stato nominato come "Canzone dell'anno" ai Soul Train Music Award del 2010.

## Accoglienza
Il singolo ha ricevuto recensioni eterogenee. Ryan Brockington del New York Post ha definito la canzone una copia di And I Am Telling You I'm Not Going, brano interpretato da Jennifer Hudson per il musical Dreamgirls.
Uscito nelle radio statunitensi il 26 gennaio 2010, il singolo è entrato nella classifica R&B al numero 61 dopo solo 2 giorni di programmazione. Durante la sua nona settimana di presenza, il singolo è arrivato alla prima posizione, diventando la sesta numero 1 della cantante nella classifica R&B e la prima dopo So Gone del 2003. Dopo sette settimane consecutive alla prima posizione, il singolo è stato scalzato dal podio da Un-Thinkable (I'm Ready) di Alicia Keys. A sette anni di distanza da So Gone, il singolo è diventato il secondo brano di Monica prodotto da Missy Elliott ad essere arrivato al numero 1. Riguardo alla carriera di Elliott, su 4 singoli prodotti da lei arrivati al numero 1, due sono di Monica. Grazie a Everything to Me Monica è diventata il primo artista ad avere numeri 1 nella classifica R&B nei tre decenni degli anni '90, '00 e '10.
Nella Hot 100 il singolo è entrato alla posizione numero 81, per poi scendere alla 90 la settimana successiva. Il brano è poi risalito fino a raggiungere la posizione numero 44, ma la settimana successiva, l'ottava di presenza, è ricaduto fino alla numero 51.

## Classifiche
| Classifica (2010)                    | Posizione |
| ------------------------------------ | --------- |
| Giappone                             | 85        |
| U.S. Billboard Hot 100               | 44        |
| U.S. Billboard Hot R&B/Hip-Hop Songs | 1         |
| U.S. Billboard Hot Ringtones         | 10        |